# TV4 Fakta
TV4 Fakta is een Zweeds documentairekanaal. Het kanaal is eigendom van TV4-Gruppen en begon met uitzenden in 2005. Sinds 2010 zendt de zender ook in Noorwegen uit.